# Luciano Taccone
Luciano Taccone (* 29. Mai 1989 in Quilmes) ist ein Triathlet aus Argentinien. Er ist zweifacher Ironman-Sieger (2023, 2025) und Teilnehmer an den Olympischen Spielen 2016. Er wird geführt in der Bestenliste der Triathleten auf der Ironman-Distanz.

## Werdegang
Luciano Taccone belegte 2016 bei den Olympischen Sommerspielen in Rio de Janeiro den 48. Rang. Im August 2019 wurde er in Peru Dritter bei den Panamerikanischen Spielen.
Im September 2021 gewann der damals 32-Jährige den Ironman 70.3 Cozumel.
Im Mai 2023 gewann er einen Tag vor seinem 34. Geburtstag auf der Triathlon-Langdistanz den Ironman Brasil.
Im Juni 2025 gewann der 36-Jährige zum zweiten Mal den Ironman Brasil und er stellte mit seiner Siegerzeit von 7:31:46 Stunden in Florianópolis einen neuen Streckenrekord ein.
Im August gewann er mit dem Ironman 70.3 Rio de Janeiro sein drittes Ironman-Rennen auf der Mitteldistanz.

## Sportliche Erfolge
| Datum/Jahr    | Rang | Wettbewerb                                                            | Austragungsort | Zeit     | Bemerkung |
| ------------- | ---- | --------------------------------------------------------------------- | -------------- | -------- | --------- |
| Aug. 2019     | 3    | Panamerikanische Spiele                                               | Lima           | 01:51:03 |           |
| 11. März 2018 | 1    | CAMTRI Sprint Triathlon American Cup and South American Championships | Montevideo     | 00:55:31 |           |
| 27. Nov. 2016 | 1    | CAMTRI Triathlon American Championships                               | Buenos Aires   | 00:55:31 |           |
| 20. Aug. 2016 | 48   | Olympische Sommerspiele 2016                                          | Rio de Janeiro | 01:55:30 |           |

| Datum/Jahr    | Rang | Wettbewerb                  | Austragungsort | Zeit     | Bemerkung               |
| ------------- | ---- | --------------------------- | -------------- | -------- | ----------------------- |
| 10. Aug. 2025 | 1    | Ironman 70.3 Rio de Janeiro | Rio de Janeiro | 03:31:24 |                         |
| 27. Apr. 2025 | 2    | Ironman 70.3 Peru           | Lima           | 03:40:02 |                         |
| 21. Apr. 2024 | 2    | Ironman 70.3 Peru           | Lima           | 03:42:33 | hinter Reinaldo Colucci |
| 2023          | 2    | Ironman 70.3 Cozumel        | Cozumel        |          |                         |
| 25. Sep. 2022 | 1    | Ironman 70.3 Cozumel        | Cozumel        | 03:43:48 |                         |
| 9. Jan. 2022  | 2    | Ironman 70.3 Pucón          | Pucón          | 03:52:51 | [ 3 ]                   |
| 26. Sep. 2021 | 1    | Ironman 70.3 Cozumel        | Cozumel        | 03:54:35 |                         |
| 15. Jan. 2017 | 3    | Ironman 70.3 Pucón          | Pucón          |          |                         |

| Datum/Jahr   | Rang | Wettbewerb     | Austragungsort | Zeit     | Bemerkung      |
| ------------ | ---- | -------------- | -------------- | -------- | -------------- |
| 1. Juni 2025 | 1    | Ironman Brasil | Florianópolis  | 07:31:46 | Streckenrekord |
| 28. Mai 2023 | 1    | Ironman Brasil | Florianópolis  | 07:55:38 |                |

(DNF – Did Not Finish)